# Révolution batave
La révolution batave (en néerlandais : Bataafse Revolutie) est le nom donné aux événements de 1780 à 1798 ayant entraîné la chute de l'ancien régime dans la république des Provinces-Unies et la mise en place de la République batave.
Sous l'influence de la philosophie des Lumières, une première révolution se déroule entre 1780 et 1787 au cours de laquelle le pouvoir du stathouder Guillaume V d'Orange est contesté par les « patriotes ». En 1785, Guillaume V est contraint de fuir la Hollande pour s'installer en Gueldre. La révolution est matée par l'intervention de l'armée prussienne en septembre 1787 qui rétablit le stathouder dans ses pouvoirs. Une seconde éclate en janvier 1795, lorsque les armées révolutionnaires françaises envahissent les Provinces-Unies à qui la France avait déclaré la guerre deux ans plus tôt. Le 18 janvier, Guillaume V s'enfuit en Grande-Bretagne. Les patriotes bataves se soulèvent dans les grandes villes et épurent les administrations municipales. Ils fondent la République batave. Alliée à la France dans la guerre contre l'Angleterre, la République batave devient rapidement un de ses satellites. L'influence française sur le pays s'exerce jusqu'en 1813.
La première Assemblée nationale se réunit le 1er mai 1796 et travaille à l'élaboration d'une constitution. Un premier projet est rejeté par référendum en août 1797. Le 22 janvier 1798, un coup d'État épure l'Assemblée qui rédige un nouveau projet inspiré par la constitution française de l'an III qui est adopté en avril. Le 12 juin, un nouveau coup d'État chasse du pouvoir les rédacteurs de la constitution et met place un gouvernement de modérés, le Directoire batave.

## Contexte
Au cours de la seconde moitié du XVIIIe siècle se propage l'idée d'un certain déclin de la puissance des Provinces-Unies dans les élites néerlandaises. L'âge d'or du XVIIe siècle semble révolu.

### Contexte économique

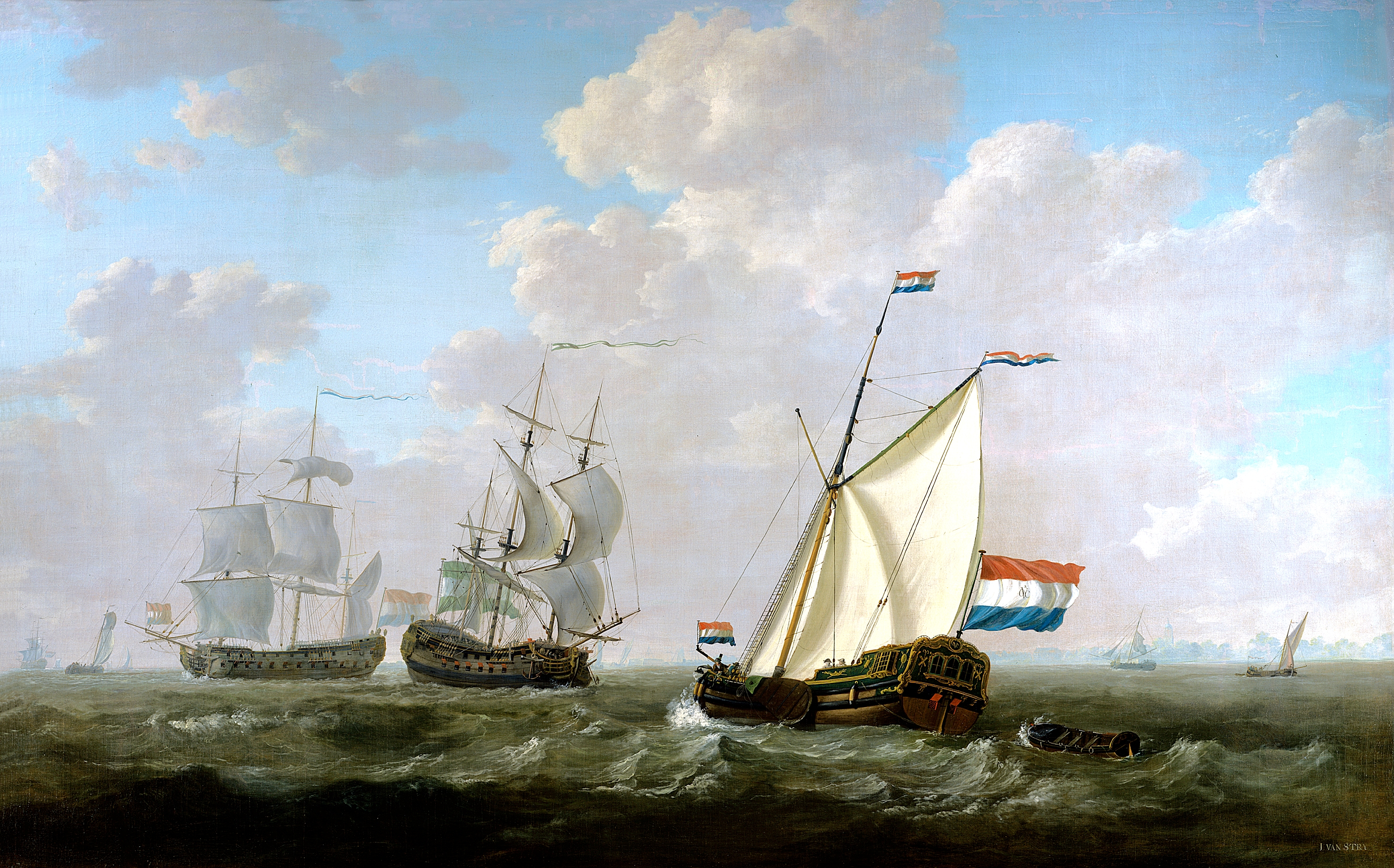
Retour d'un navire de la chambre de Rotterdam de la Compagnie néerlandaise des Indes orientales en rade de Hellevoetsluis, par Jacob van Strij, 1790.

Les guerres contre la France entre 1672 et 1713 et la guerre de Succession d'Autriche ont entraîné le développement d'une dette très importante, atteignant 767 millions de florins en 1795, dont 450 rien que pour la Hollande. Cette dette pèse sur les finances des provinces et sur le commerce des régents et des bourgeois. Le XVIIIe siècle a vu la puissance commerciale des Provinces-Unies s'effacer progressivement au profit de la Grande-Bretagne. Les Néerlandais, qui étaient les transporteurs des marchandises de l'Europe, voient leurs clients et leurs fournisseurs créer leurs propres flottes de commerce et passent de moins en moins par leur intermédiaire. Les Actes de Navigation pris en Angleterre à partir de 1651 interdisent l'accès aux ports et colonies britanniques aux pavillons des autres nations. Ces dispositions visent particulièrement les Provinces-Unies. Ainsi, le commerce de la mer Baltique, contrôlé à plus de 70 % par les marchands hollandais ou zélandais dans les années 1660, ne l'est plus qu'à hauteur de 32 % dans les années 1780. Leur monopole sur les exportations des vins de la vallée du Rhin disparaît, 44 % du volume étant contrôlés par les Néerlandais en 1780 contre 98 % en 1720.
Une autre cause de la perte de la puissance commerciale néerlandaise est l'obsolescence progressive des techniques néerlandaises. Le développement d'un vaste marché en Europe de l'Ouest rend nécessaire la construction de navires d'un plus fort tonnage, afin de transporter plus de marchandises. Si les chantiers navals néerlandais lancent des navires plus importants au XVIIIe siècle qu'au XVIIe siècle, ceux-ci sont pourtant dépassés par les navires de leurs concurrents, tant en termes de taille qu'en termes technologiques. Ainsi les navires néerlandais peuvent transporter moins de marchandises moins rapidement que les navires britanniques, suédois ou russes. Le retard technologique pris par les Néerlandais a également pour conséquence un ensablement des chenaux des ports de commerce, à commencer par ceux du Pampus et du Marsdiep qui permettent d'accéder à Amsterdam. Dans les années 1770, quarante jours ont été nécessaires pour que le navire de la Compagnie des Indes orientales De Vrijheid puisse accoster à Amsterdam. Pour éviter de tels retards, les navires doivent attendre qu'un bateau à fond plat soit halé à marée haute par des hommes, des chevaux ou à l'aide de barges semi-submersibles appelées « chameaux ».

### Guerre avec la Grande-Bretagne
Les régents et les marchands, qui dirigent les provinces et les États généraux, sont favorables à la guerre d'indépendance américaine. Ils espèrent la ruine du commerce britannique et l'accès aux nouveaux débouchés économiques que constitueraient alors les ports américains.

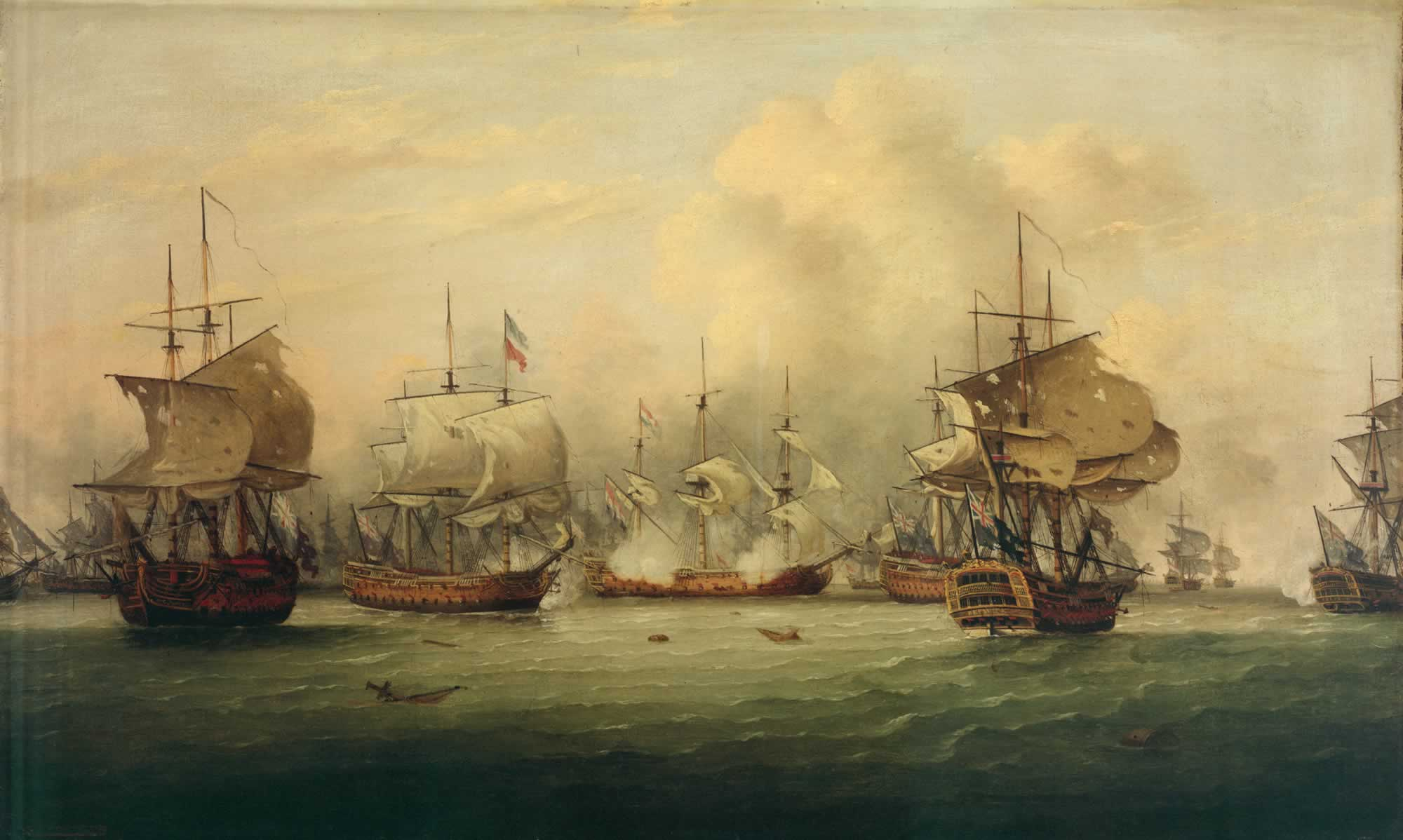
La bataille du Dogger Bank, par Thomas Luny.

En 1778, la France entre en guerre contre la Grande-Bretagne. Celle-ci attend des Provinces-Unies qu'elles lui fournissent une assistance militaire – qui est rapidement écartée – et surtout que la Hollande cesse tout commerce avec la France. Les marchands de Rotterdam et Amsterdam livrent en effet à la France des matériaux utilisés dans la construction navale – comme le bois, le fer, le chanvre ou le goudron – ce qui, selon la Grande-Bretagne, est interdit par les traités liant les deux pays. Le 19 novembre 1779, les États généraux rejettent l'idée de limiter le commerce avec la France mais, en contrepartie, de ne pas convoyer les navires chargés de ces munitions par des navires de guerre. Mais menacés par la France de se voir retirés des avantages commerciaux, les États décident finalement de confier à la flotte de guerre l'escorte des convois de navires marchands.
À la fin du mois de décembre, l'amiral Van Bylandt est chargé d'escorter un convoi de trois cents navires mouillés au Texel. Le 30 décembre, il est intercepté devant l'île de Wight par une flotte britannique qui le contraint, après un bref échange d'artillerie, à amener son pavillon. Cet événement est vu comme une profonde humiliation par les Néerlandais, y compris par le prince Guillaume V d'Orange, pourtant opposé à l'idée d'une rupture avec la Grande-Bretagne. Cette dernière décide la suspension du traité de Westminster de 1674, dénonçant l'attitude inamicale de la république. En octobre 1780, elle découvre l'existence d'un traité de commerce secret entre les Insurgents américains et les marchands amstellodamois. Le 20 décembre, la Grande-Bretagne déclare la guerre aux Provinces-Unies.
Pour l'essentiel, cette guerre se résume à la capture des colonies néerlandaises par les Britanniques. En effet, la marine de guerre néerlandaise a été négligée par les États généraux depuis le début du XVIIIe siècle, en raison de la politique de neutralité conduite depuis le traité d'Utrecht de 1713. De ce fait, en 1778, les amirautés des Provinces-Unies ne peuvent opposer que vingt petits et faibles vaisseaux de ligne face aux cent trente-sept britanniques, plus gros et mieux armés, malgré les constants efforts de la Hollande pour tenter d'obtenir des États généraux un renforcement et une modernisation des flottes de guerre. De plus, les marins fuient la marine de guerre, attirés par les meilleures traites de la marine marchande, si bien que le contre-amiral Johan Zoutman se plaint de ne pouvoir trouver les 3 à 4 000 hommes nécessaires à la bonne tenue de sa flotte. Incapables de rivaliser avec les Britanniques, les flottes néerlandaises restent dans leurs ports. Dès l'hiver 1781, les premières colonies tombent aux mains des Britanniques, comme la prise de Saint-Eustache dans les Antilles par l'amiral Rodney. Sans protection, les navires de commerces sont pris les uns après les autres. En janvier 1781, on estime déjà les pertes à 200 navires de commerces, représentant une valeur de plus de 15 millions de florins. Le 5 août, une escadre de sept vaisseaux de ligne commandée par Zoutman rencontre
une force égale commandée par l'amiral britannique Hyde Parker sur le Dogger Bank, en mer du Nord. L'issue de l'affrontement est indécise et, même si les Néerlandais revendiquent la victoire, la flotte de guerre néerlandaise ne sortira plus de ses ports pour le reste de la guerre.

### Contexte politique et idéologique
Le régent Joan van der Capellen, qui considère les Insurgents Américains comme des modèles, leur offre 20 000 florins en 1780.

## La révolution des «Patriotes»
Une première révolution a lieu entre 1780 et 1783. Elle trouve son origine dans le sentiment du déclin des Provinces-Unies au sein des élites néerlandaises, les « Patriotes », à la fin du XVIIIe siècle. Ces « patriotes » sont pour la plupart membres des instances dirigeantes municipales et provinciales, c'est-à-dire les régents. Ils contestent la concentration des pouvoirs dans la personne du stathouder Guillaume V d'Orange qui va à l'encontre des principes républicains tels qu'ils sont énoncés dans l'union d'Utrecht de 1579. Ces revendications, alimentées par certains intellectuels bourgeois comme Joan Derk van der Capellen, sont de même nature que celles des révolutionnaires américains ou des parlementaires français des années 1780. Ils trouvent un écho notamment parmi les courants protestants dissidents comme les mennonites, jusque-là exclus des fonctions publiques au profit des calvinistes de stricte obédience.
Les révolutionnaires, qui se qualifient de « Bataves » par référence à un peuple antique du delta du Rhin qui avait défendu son indépendance contre l'Empire romain, cherchent l'appui de la France, récemment alliée des Provinces-Unies contre les Britanniques dans la guerre d'indépendance des États-Unis : les maréchaux de Ségur et de Castries leur envoient des conseillers militaires. Guillaume V trouve refuge en Gueldre mais son épouse Wilhelmine de Prusse ne se résigne pas à cette disgrâce. Elle provoque un incident en voulant se rendre à La Haye, ce que les patriotes lui refusent. Cette humiliation sert de prétexte à une réaction menée par le juriste conservateur Laurens Pieter van de Spiegel, grand-pensionnaire de Zélande, et par l'ambassadeur britannique James Harris. Le roi de Prusse Frédéric-Guillaume II, frère de Wilhelmine, encouragé par les Britanniques et le parti orangiste, se laisse convaincre d'envoyer une armée commandée par le feld-maréchal duc de Brunswick qui, le 13 septembre 1787, envahit les Provinces-Unies. Guillaume V est rétabli dans ses pouvoirs, van de Spiegel est élu grand-pensionnaire de Hollande et de nombreux Patriotes s'exilent, notamment aux Pays-Bas autrichiens (Belgique) et à Paris,.

## La révolution de velours
La révolution batave de l'hiver 1794-1795 marque le tournant entre l'époque des Provinces-Unies et « l'Époque contemporaine ».
Les Patriotes s'enthousiasment pour la Révolution française et fréquentent en nombre les clubs parisiens, en particulier celui des Jacobins. Lorsque la France s'engage dans la guerre idéologique contre l'« Europe des tyrans », les Patriotes sont les premiers à demander l'invasion des Provinces-Unies.

### Invasion française et république batave
Après une tentative avortée de Dumouriez qui se solde par la défaite de Neerwinden en 1793, les troupes franco-bataves du général Pichegru profitent du gel de la Meuse et des bras du Rhin pour envahir les Provinces-Unies à la fin décembre 1794. Le stadhouder fuit, les Patriotes des sept provinces se soulèvent et le 3 février 1795, la République batave est proclamée.